# 1962 videójátékai

## Események és megjelent játékok
1962-ben jelent meg a Spacewar!, az egyik legelső ismert számítógépes játék. A Massachusetts Institute of Technology (MIT) diákjai (köztük Stephen Russell) gondolták ki és programozták meg. A játék korai verziói tartalmaztak egy véletlenszerűen létrehozott világűr-hatású hátteret.